# 앤드루 크라이스버그
앤드루 크라이스버그(영어: Andrew Kreisberg)는 미국의 각본가, 텔레비전 제작자이다. 드라마 《애로우: 어둠의 기사》, 《플래시》와 《프린지》, 《웨어하우스 13》  등이 그의 대표작이다. 《부스터 골드》를 비롯한 DC 코믹스의 만화 시리즈의 시나리오를 쓰기도 했다.

## 경력
2011년 그는 마크 구겐하임, 그레그 벌랜티와 같이 DC 코믹스의 《그린 애로우》를 원작으로 드라마 《애로우: 어둠의 기사》를 제작하기 시작했다. 주인공 올리버 퀸 역에는 스티븐 아멜이 캐스팅되었다. 이듬해 파일럿화를 방영한 이 작품은 호평을 받으며 2시즌까지 이어졌다. 2013년에는 벌랜티와, DC 코믹스 CCO인 제프 존스와 같이 《애로우: 어둠의 기사》의 파생 작품 《플래시》의 제작을 맡게 되었다.
2015년 《애로우》의 또 다른 파생 작품으로서 아톰을 주인공으로 하는 시리즈의 기획이 발표되었다. 2016년에 방영이 시작된 이 《레전드 오브 투모로우》의 기획에는 《애로우》의 제작진 구겐하임과 벌랜티도 함께 참여했다.
2015년 11월 워너 브라더스 텔레비전 스튜디오와 다년 계약을 맺었으나 2017년 11월 성희롱 문제로 계약이 파기되었다.

## 작품 목록
- 심슨 가족 (2002-03) - 각본
- 저스티스 리그 (2002-04) - 각본
- 희망과 신념 (2003-04) - 각본, 제작
- 보스턴 리걸 (2005-07) - 각본, 제작
- 일라이 스톤 (2008-09) - 각본, 제작
- 뱀파이어 다이어리 (2009) - 각본, 제작
- 프린지 (2009-10) - 각본, 제작
- 레드 팩션: 오리진스 (2011, Red Faction: Origins) - 제작
- 플래시 (2012-17) - 각본, 총제작